# 東進

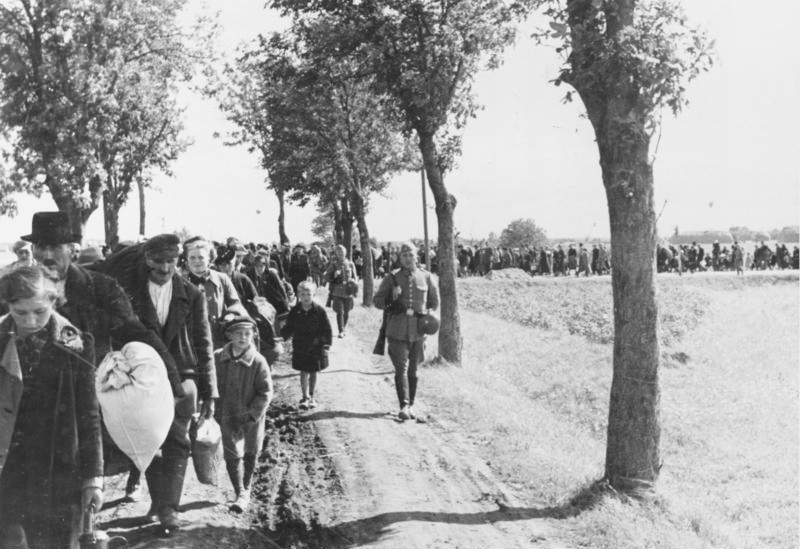
1939年的波蘭戰役后，纳粹德国为德意志化西波兰，迫使当地的波兰人向东迁徙

東進（德語：Drang nach Osten），是十九世纪德國大日耳曼主義創造的一個術語，變成了德國的民族主義的座右銘。
他們以條頓騎士團向東擴張為例子，認為德國應向東歐擴大生存空間。
這個觀念後來成為納粹德國外交政策，之後在戰爭中消除這些土地上的原生斯拉夫民族，並準備以德國駐軍作為農民，把這些地方德意志化。